# 北韩乡
北韓鄉是中华人民共和国山西省临汾市浮山县曾下轄的一個鄉，位於浮山縣城以北15公里，是浮山縣的邊緣地區，曾屬古县。北韓鄉在1953年始置鄉，後改置人民公社，1984年復置鄉。北韓鄉是浮山縣城北重要集鎮，在農曆每月初一、初四、初七三日舉辦集市，臨汾市市區、古縣、洪洞县等鄰近地方的農民都到此交易。北韓鄉年產蔬菜17萬公斤，並直接銷往縣城和臨汾市市區、古縣、洪洞縣等地。2021年3月4日，根據山西省人民政府《关于同意临汾市乡级行政区划调整的批复》（晋政函〔2021〕37号），北韓鄉併入北王鄉，並改稱北王鎮。

## 地理
北韓鄉位於浮山縣城以北15公里（30華里）處，是浮山縣的邊緣地區。北韓鄉東北與古縣接境，西與臨汾市市區相連，南靠原北王乡。北韓鄉的總面積為79.15平方公里，在2017年有人口3784人，浮古公路穿北韓鄉境而過。
澇河從北韓鄉境內流過，並注入汾河。北韓鄉境內自流灌溉面積有2000餘畝。1960年代，北韓鄉境內興建了約2000餘米長的「五一渠」。1990年代後，北韓鄉境內建起人字壩3座。到1999年底，北韓鄉境內的灌溉面積已達到3000餘畝。

## 行政區劃
1949年，北韓鄉之地屬第四區，1952年改屬第五區。1953年，初設北韓鄉，後改設人民公社。1971年，公社劃歸古縣。1972年，公社分割為茶坊公社與北韓公社，其中北韓公社劃歸浮山縣。1984年，復設北韓鄉。2021年3月4日，根據山西省人民政府《关于同意临汾市乡级行政区划调整的批复》（晋政函〔2021〕37号），北韓鄉併入北王鄉，並改稱北王鎮。在此以前，北韓鄉下轄北韓村、霍寨村、楊村河村、槐樹凹村、李家場村、大戶垣村、李家堡村、唐閣河村、柏河村、茨莊村和南莊村共11個行政村／村民委员会。

## 其他
北韓鄉年產蔬菜17萬公斤，並直接銷往縣城和臨汾市市區、古縣、洪洞縣等地。北韓鄉集市古老，農曆每月初一、初四、初七三日為集日，臨汾市市區、古縣、洪洞縣等鄰近地方的農民都到此交易，集日交易額多在5萬元人民币以上，是浮山縣城北重要集鎮。鐵路方面，北韓鄉境內設有服務整個浮山縣的火車站浮山站。古跡方面，北韓遺址、龐家莊遺址和李村河遺址都位於北韓鄉。